# Euthalia anosia
Euthalia anosia är en fjärilsart som beskrevs av Moore 1857. Euthalia anosia ingår i släktet Euthalia och familjen praktfjärilar. Inga underarter finns listade i Catalogue of Life.

## Bildgalleri

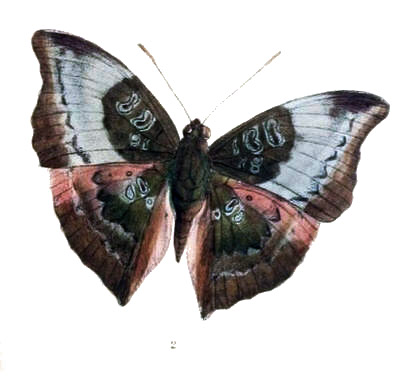
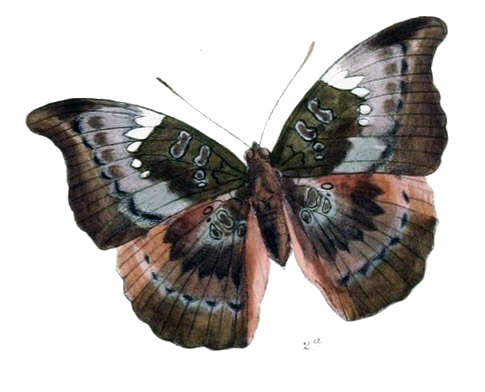